# Arthur J. Finkelstein
Arthur Jay Finkelstein (New York, 1945. május 18. – Ipswich, 2017. augusztus 18.) a Republikánus Párt választási tanácsadója volt. Az utolsó négy évtizedében egyesült államokbeli, kanadai, izraeli, közép- és kelet-európai konzervatív irányultságú pártok és jelöltek választási kampányát segítette. Testvérével együtt egy konzultációs és lobbicéget vezetett. Szakterületei a közvélemény-kutatás, kampánystratégia, a választási üzenetek megfogalmazása, a médiakampányok, hirdetések elhelyezése és az általános kampányigazgatás voltak.
Brooklynban, egy alsó-középosztálybeli zsidó családban nőtt fel, apja taxisofőr volt. Felsőfokú tanulmányait a Columbia Egyetemen végezte, már ezalatt dolgozni kezdett közvélemény-kutatóként és választási kampányokban. Tanulmányai során bachelor-fokozatot szerzett, a mastert nem fejezte be.
2008-tól haláláig a Fidesz – Magyar Polgári Szövetség kampánytanácsadója is volt.

## Munkássága
1968 választási háttérelemzéseket végzett az NBC News részére. 1969–70-ben programozóként dolgozott a New York-i tőzsdén. 1970-ben, 25 éves korában érte el első sikerét James L. Buckley konzervatív szenátor kampányában." 1972-ben már részt vett Richard Nixon elnökválasztási kampányában, többek között bonyolult demográfiai elemzéseket végzett. Ugyancsak 1972-ben segítette először győzelemre Jesse Helms szenátort, akinek két további sikeres kampányában is kulcsszerepet játszott. A választás után Finkelstein Helms politikai tanácsadóival, Thomas F. Ellisszel és  Carter Wrenn-nel együtt létrehozott egy konzervatív szervezetet, a National Congressional Clubot, ami 1995-ig működött.
A Watergate botrány utáni kampányszigorításokban is meglátta a lehetőséget, és megalkotta az úgynevezett „független finanszírozású” kampányok koncepcióját. Ő volt a fő teoretikusa a National Conservative Political Action Committee, (NCPAC) nevű, a jelöltek személyétől és a párttól formailag független szervezetnek, amelynek döntő szerepe volt több kampányban a demokrata jelöltek legyőzésének. Az NCPAC 1980-ban már hat államban vezetett „független finanszírozású” kampányokat.
Az 1980-as évek konzervatív fellendülése után a konszolidáció évei következtek, Finkelstein megrendelőit a bázisuk megszilárdításában és újraválasztásuk biztosításában segítette. 1981-től a Fehér Házban dolgozott Reagan közelében.
1989-től munkásságának centrumát áthelyezte New Yorkba, és D'Amato szenátor munkatársa lett, aki számos etikai problémával küzdött, és sorozatos sajtótámadások érték. Finkelstein agresszív, gazdagon finanszírozott ellenkampányt indított. Mindennek ellenére D'Amato 1992-es újraválasztási kampánya elején esélytelennek látszott, de Finkelstein kíméletlen harca végül is meghozta a sikert a számára. Finkelstein döntő szerepet játszott George Pataki felemelkedésében is.
1995-98 között Finkelstein főleg D'Amato mellett dolgozott. A rendkívül ellentmondásos szenátor 1998-as újraválasztási kampányában rekordösszegű anyagi támogatást tudott összegyűjteni. Finkelstein az immár szokásos agresszív kampányt folytatta, az ellenfél személyének amerikai körülmények között is szokatlanul éles támadásával. A szenátor azonban a kampányeszközök alkalmazása során elbízta magát és nyilvánvaló hazugságokba keveredett, aminek következtében a kezdeti 10%-os előnyével szemben 10%-kal veszített.
1999-től Finkelstein tevékenységének nagy részét külföldre helyezte. Dolgozott Albániában, Ausztriában, Bulgáriában, a Csehországban, Magyarországon, Koszovóban, Romániában és Ukrajnában. Párhuzamosan szinte folyamatosan tevékenykedett Izraelben,  Aríél Sárón, Benjámín Netanjáhú és Avigdor Lieberman kampányaiban.

## Kampánystílusa, értékelések személyéről
Finkelstein kemény kampányairól ismert, amelyek tartalma gyakran mindössze egyetlen, sokszor ismételt üzenet. Néhányan úgy tartják, hogy ő tette szitokszóvá a liberalizmust az Egyesült Államokban.
Gyakran aratott nagy sikereket, de néha visszaütött az élesen negatív kampánya, amely mobilizálta politikai ellenfeleinek híveit.
„Finkelstein Dr. Strangelove figurájának a mintaképe, aki azt hiszi, hogy figyelmen kívül lehet hagyni, hogy a politikusok mit mondanak vagy tesznek, az újságok mit írnak: elegendő egy egyszerű, világos és gyakran negatív üzenet, ami eleget ismételve, meghozhatja a sikert.” - mondták róla kollégái.
Szakmai munkáját teljesen függetlenítette saját személyétől. Első komolyabb ügyfelei közül Jesse Helms keményen ellenezte a melegek egyenjogúságát. Helms nagyrészt Finkelsteinnek köszönhetően három évtizeden át volt szenátor. Finkelstein eközben Donald Curiale nevű azonos nemű párjával élt együtt, akivel két gyermeket is neveltek, majd amikor erre a liberális jogalkotás lehetőséget teremtett, össze is házasodtak. Egy másik kampányban Finkelstein keményen „rádolgozott” a demokrata ellenfél zsidó származására. Kidolgozta azt az üzenetet, hogy az ellenfél külföldön született zsidó, aki nem hisz Jézus feltámadásában, de ezt nem saját jelöltje szájába adta, hanem közvetett úton juttatta el a választókhoz.

## Magyarországi tevékenysége
Az index.hu adott hírt először 2012 tavaszán arról, hogy Finkelstein és társa, George E. Birnbaum – aki 1998-ban Izraelbe költözött az Egyesült Államokból – legalább 2008 óta rendszeresen tanácsokat ad a Fidesznek a Századvég alapítványon keresztül. Birnbaum cége, a GEB International honlapjának bemutatkozó oldalán a többi egyéb sikerei között azt is megemlíti, hogy 2010-ben ők segítették a Fideszt kétharmados választási győzelemhez.
Finkelstein és Birnbaum a választások közötti időszakban is átlag 5-6 hetente jártak Magyarországon. Fő kapcsolattartójuk Habony Árpád volt. Magyarországi látogatásaik során csoportos találkozókat tartottak a Fidesz vezető politikusaival, Orbán Viktort is beleértve. A kutatások és a kampányok operatív szervezésével többnyire Birnbaum foglalkozott, Finkelstein az összefüggések feltárására, az üzenetek megfogalmazására és azok célba juttatására összpontosított.
2015-ben Habony Árpáddal együtt Nagy-Britanniában megalapította a Danube Business Consulting Ltd. politikai tanácsadócéget, aminek ügyvezetője Lánczi Tamás, a Századvég vezető elemzője lett.

## Fordítás
- Ez a szócikk részben vagy egészben a Arthur J. Finkelstein című angol Wikipédia-szócikk ezen változatának fordításán alapul.  Az eredeti cikk szerkesztőit annak laptörténete sorolja fel. Ez a jelzés csupán a megfogalmazás eredetét és a szerzői jogokat jelzi, nem szolgál a cikkben szereplő információk forrásmegjelöléseként.